# Solsegel

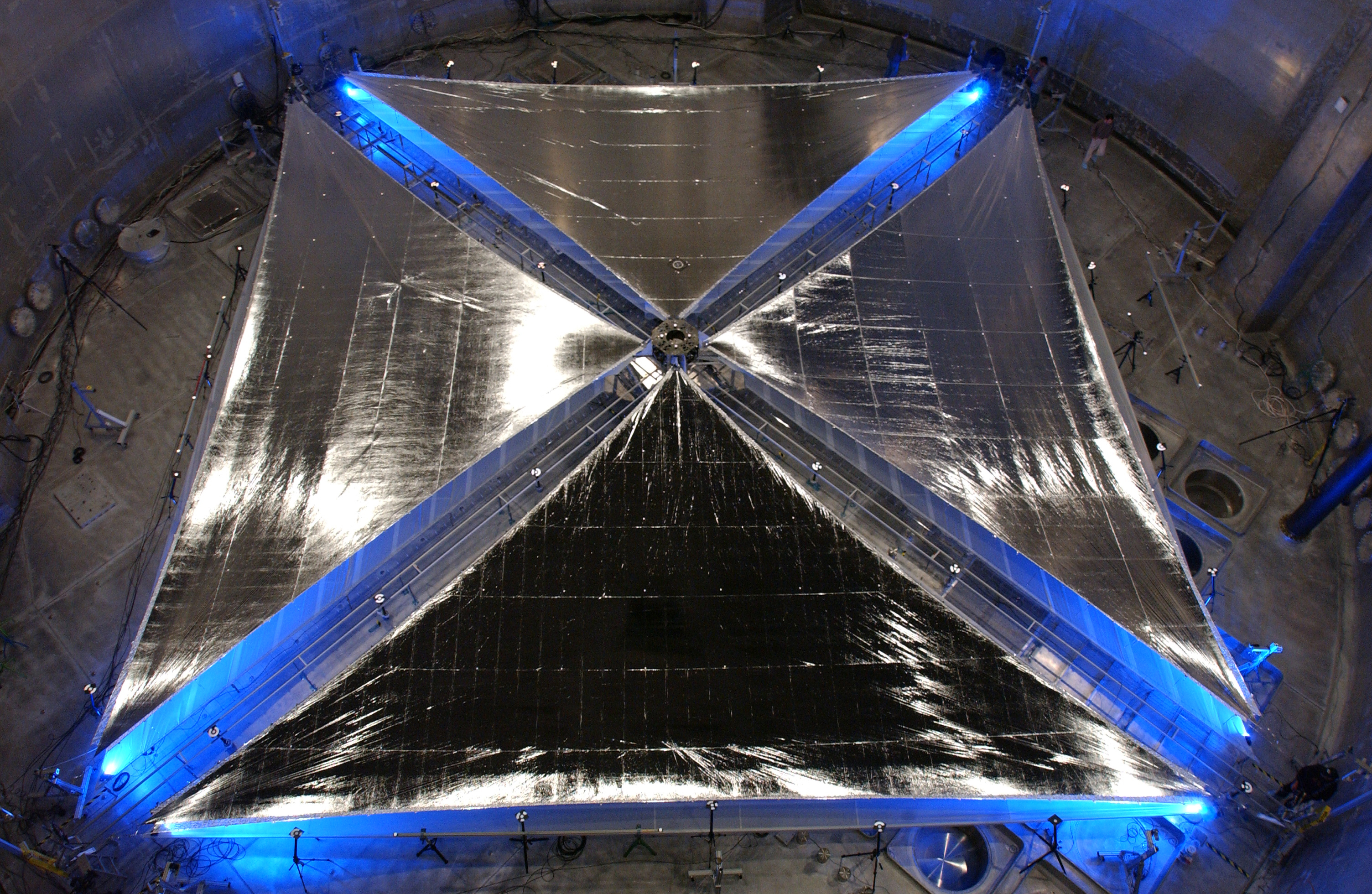
Prov med solsegel

Ett solsegel är en typ av framdrivningsmetoder för rymdfarkoster. Metoden baseras dels på den solvind som ständigt strömmar ut från solen och dels på strålningstrycket som skaps när ljus (fotoner) reflekteras i de tunna reflektorerna (vilket svarar för den större delen av framdrivningskraften och är ca 5000 gånger större än trycket från solvinden)
Många tror att rymdfarkoster med solsegel drivs framåt av solvinden som när vindarna driver segelbåtar och segelfartyg framåt över vattnen på Jorden. Men i stället är det främst strålningstryck som driver farkosten framåt.
Solsegel har den stora fördelen att de inte behöver förses med bränsle. Det finns emellertid problem att överkomma; solsegel behöver vara mycket stora för att vara effektiva, och eftersom kraften från solvinden avtar kvadratiskt med avståndet från solen fungerar de bäst i de inre delarna av Solsystemet.
Energikällan behöver inte nödvändigtvis vara en stjärna, utan andra källor kan användas, till exempel laser, mikrovågor och magnetiska fält.
Första praktiskt användbara solsegeldrivna rymdfarkosten blev japanska obemannade rymdsonden IKAROS, som skickades iväg 2010.